# Marcello Grassmann
Marcello Grassmann (São Simão, 23 de setembro de 1925 — São Paulo, 21 de junho de 2013) foi um desenhista, artista plástico e gravador brasileiro.
Radicado em São Paulo, estudou mecânica, entalhe e fundição na Escola Profissional Masculina do Brás. Ilustrador do "Suplemento Literário" do jornal "Diário de S. Paulo" no final dos anos 1940, atuou também no "O Estado de S. Paulo". 
Marcello, foi um dos desenhistas brasileiros mais premiados da história da arte moderna.

## Vida
Na Escola Profissional Masculina do Brás, em São Paulo, entre 1939 e 1942 estudou fundição, mecânica e entalhe em madeira. Em 1943 passou a realizar xilogravuras. Entre 1947 e 1948 atuou como ilustrador do Suplemento Literário do Diário de São Paulo, e em 1948 no jornal O Estado de S. Paulo. Em 1949 mudou para o Rio de Janeiro, onde atuou como ilustrador do Jornal do Estado da Guanabara. Frequentou o Liceu de Artes e Ofícios, os cursos de gravura em metal, com Henrique Carlos Bicalho Oswald (1918 - 1965)(filho de Carlos Oswald), e de litografia, com Poty (1924 - 1998). Em 1952 muda para Salvador, onde trabalhou com Mario Cravo Júnior (1923).
Morreu em 21 de junho de 2013, aos 88 anos, de falência múltipla dos órgãos após ter sido internado com um quadro de pneumonia por dez dias no Hospital Samaritano em São Paulo. Foi cremado em cerimônia no Cemitério da Vila Alpina na zona leste da cidade.

## Realizações
Recebeu em 1953 do Salão Nacional de Arte Moderna - SNAM o prêmio de viagem ao exterior, e viajou para Viena, para estudar na Academia de Artes Aplicadas. Passou a se dedicar principalmente ao desenho, litografia e gravura em metal. Em 1969 sua obra completa foi adquirida pelo Governo do estado de São Paulo, onde passou a fazer parte do acervo da Pinacoteca do Estado de São Paulo - PESP. Em São Simão, no ano de 1978, por iniciativa da Secretaria de Cultura, Ciência e Tecnologia de São Paulo, a casa onde nasceu foi transformada em museu e tombada pelo Conselho de Defesa do Patrimônio Histórico, Artístico, Arqueológico e Turístico do Estado de São Paulo - Condephaat. Marcelo Grassmann foi bolsista da Fundação Vitae, em São Paulo entre 1991 e 1992.